# Camino Verde
Camino Verde är en ort i Mexiko.   Den ligger i kommunen Tapachula och delstaten Chiapas, i den sydöstra delen av landet, 900 km sydost om huvudstaden Mexico City. Camino Verde ligger 31 meter över havet och antalet invånare är 114.
Terrängen runt Camino Verde är platt. Runt Camino Verde är det tätbefolkat, med 266 invånare per kvadratkilometer. Närmaste större samhälle är Tapachula, 15,6 km öster om Camino Verde. Omgivningarna runt Camino Verde är en mosaik av jordbruksmark och naturlig växtlighet.